# Desastre natural d'Aznalcóllar
El desastre d'Aznalcóllar és un desastre mediambiental que es va produir l'abril de 1998 en aquesta mateixa població. El trencament de la bassa de residus tòxics de la mina d'Aznalcóllar, propietat de l'empresa sueca Boliden, va contaminar el riu Guadiamar i va amenaçar de contaminar també el Parc Nacional de Donyana.

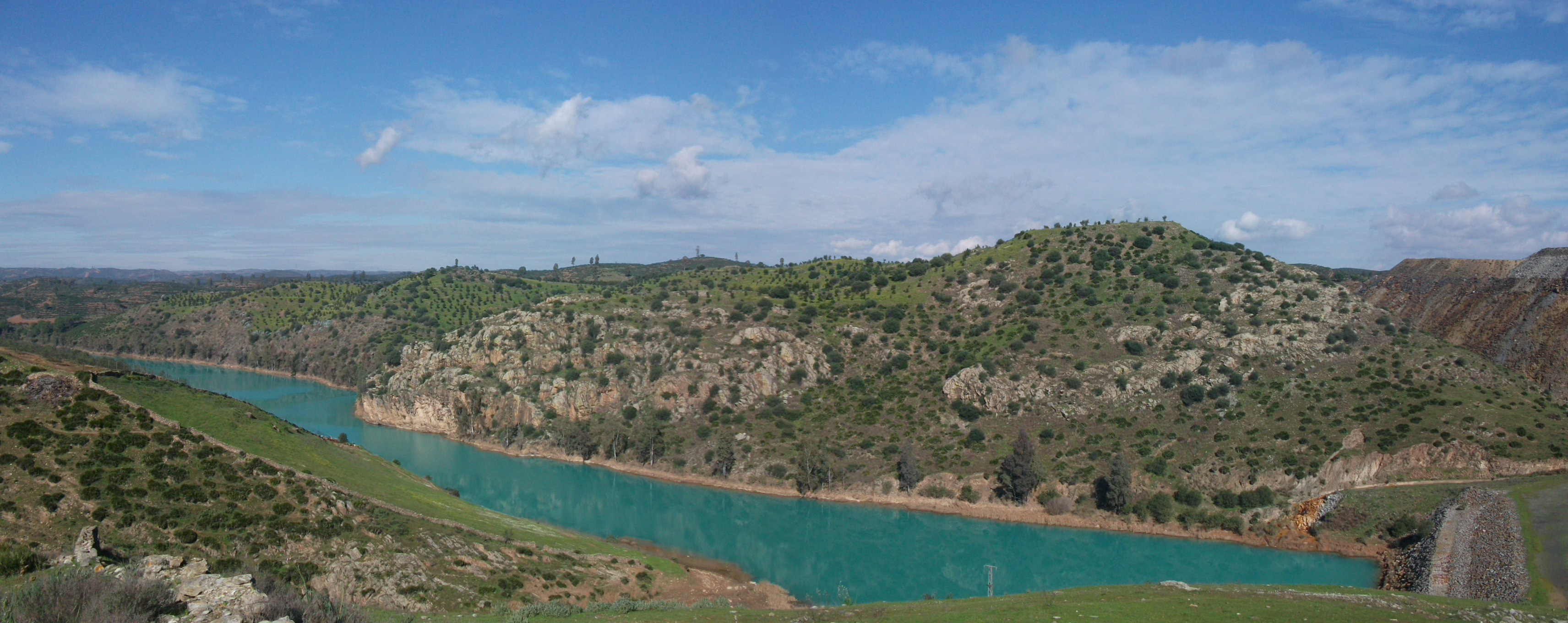
Riu Agrio a l'alçada del municipi d'Aznalcóllar (esquerra) i les antigues mines de pirita (dreta). El color turquesa és degut a la contaminació residual que prové de les escorrenties del conjunt de residus.

## Introducció
El municipi d'Aznalcóllar, d'uns 6200 habitants, es troba a la província de Sevilla, a uns 40 km d'aquesta i a 45 km del Parc Nacional de Donyana. A més, es troba en l'anomenada Faixa Pirítica Ibèrica, una àrea minera de 2238 km² que va des de Lousal, a Portugal, fins a Aznalcóllar. Molt explotada des de fa molts anys, ja que els sòls contenen gran quantitat de materials i minerals de gran interès, principalment la pirita.
El 25 d'abril de 1998 es va produir una bretxa en la presa de contenció de la bassa de residus que va provocar l'abocament d'entre 4,5 i 8 milions de m³ de llots i aigües àcides amb una elevada concentració de metalls pesants(zinc, plom, coure i fins i tot urani), amines i hidrocarburs aromàtics del processament de la pirita. El fet que la bassa es trobés a escassos 100 metres del riu Agrio va facilitar el transport d'aquests residus a altres afluents del riu Guadalquivir, principalment el Guadiamar. Aquest últim riu flueix pel Parc Natural de Doñana de manera que va ser aturat amb dics de contenció per evitar danys majors i es van desviar els residus cap al Guadalquivir. Els efectes contaminants d'aquests residus va provocar l'eliminació de la flora aquàtica del riu, gairebé 40 tones de peixos morts i 170Kg de crancs.
Des de l'any 1975, l'empresa APIRSA s'encarregava de l'explotació de la pirita fins al 1987 que va passar a ser absorbida per l'empresa sueca Boliden AB. Per tal d'extreure la pirita utilitzaven el mètode de flotació, en la que els residus acabaven al fons i eren transportats després a la bassa.
A finals dels anys 70 es van presentar estudis que indicaven sobre possibles indicis de contaminació per part de la bassa a causa de petites fuites i avisava del perill que aquesta podia suposar. Diverses organitzacions ecologistes, principalment la CEPA (ara Ecologistas en Acción) van denunciar diverses vegades l'estat en el que es trobava la mina. Finalment, el 20 de gener de 2006 Manuel Aguilar Campos, un ex-directiu de l'empresa que havia estat despatxat pocs mesos abans, va denunciar les deficiències a la Junta d'Andalusia però no es va fer res al respecte.

### Cronologia dels fets

#### 25 d'abril de 1998
- 01:00 – 02:30: Es trenca la bassa de residus de la mina.
- 03:30: Un veí anònim avisa a la Guàrdia Civil i s'evacuen els habitatges més propers al Guadiamar. S'informa, també, a la Consergeria de Medi Ambient de la Junta de Andalusia i s'alerta a Protecció Civil i al director del Parc Nacional de Doñana.
- 07:00 – 09:00: La Guardería del Parque procedeix a tancar completament les comportes de comunicació dels aiguamolls i del Brazo de la Torre per tal d'aïllar-se i evitar l'entrada dels residus al Parc Natural.
- 08:00: S' informa a la Ministra de Medi Ambient i el Gabinet de Crisis de La Moncloa. Dos caps de l'Área de la Confederación del Guadalquivir i el subdelegat del govern de Sevilla sobrevolen amb helicòpter la zona afectada.
- 09:00: El Parc Nacional de Donyana decideix reforçar murs i comportes.
- 12:00: Personal i diferent tipus de maquinària comencen a treballar en el reforçament del dic transversal de Cangrejo Chico, que pretén impedir que, si els residus arribessin al límit nord del Parc Nacional, poguessin entrar al maresma.
- 13:30: Una retroexcavadora comença a tapar el canal que comunica Entremuros amb el Brazo de los Jerónimos, d'aquesta manera es volia evitar que els camps d'arròs es veiessin contaminats pels residus.
- 15:00: La Confederación Hidrográfica del Guadalquivir distribueix un dispositiu amb onze punts de mostreig en el Guadiamar i en el Guadalquivir.
- 16:00: Veient l'evolució de la riuada de contaminants, la Junta opta per reforçar el mur tranversal ja existent a l'alçada de Vuelta de Arena amb la intenció de retenir l'aigua dins d'Entrememuros i després canalitzar-la cap al Canal de Aguas Mínimas.
- Tarda – nit: La Ministra i el Director del Parc Nacional, el president del patronat, dos enginyers de la Confederación, la Guàrdia Civil, el conseller de Medi Ambient de la Junta d'Andalusia, el subdelegat del govern de Sevilla i el Secretari General de Medi Ambient es reuneixen i creen dos grups de treball. Un d'ells de caràcter tècnic per analitzar la situació i estudiar les mesures que s'han de prendre, i el segon per analitzar els aspectes jurídics administratius que tindrà aquest desastre natural.

##### 26 d'abril de 1998
Per tal de coordinar les tasques que cada grup desenvoluparà, tant a Sevilla com a Madrid, dos enginyers de l'Instituto Tecnológico Geominero de España (ITGE) es desplacen a Sevilla per a estudiar la bassa i començar amb les anàlisis d'aigua i dels llots contaminants.
La maquinària reforça murs i dics i repara els que presentin ja desperfectes i treballant en tot moment per tal d'impedir l'aparició de possibles fuites que donessin accés als residus contaminants.
Mentrestant, el Secretari General del Medi Ambient, Juan Luis Muriel, es desplaça a Sevilla per coordinar en el Parc Nacional les activitats dels dos nous grups de treball, creats poques hores abans en la reunió ja mencionada.

##### 27 d'abril de 1998
Comença un procés penal en el Jutjat de Primera Instància de Sanlúcar la Mayor (Sevilla).

##### 29 d'abril de 1998
La premsa alarma la població anunciant que els aliments podrien estar contaminats.

##### 2 de maig de 1998
S'acorda donar 15 dies a l'empresa de Boliden – Apirsa per presentar un pla de recuperació de la zona afectada.

##### 3 de maig de 1998
Comença la retirada dels llots contaminants.

##### 9 de juliol de 1998
Comença la depuració de les aigües contaminades que acabaria a finals d'aquest mateix mes.

##### 30 de novembre de 1998
Finalitza la primera fase de retirada dels llots contaminants.

## Contaminants

### Aigües residuals
El dia del desastre va començar quan el dic que contenia les aigües i el llot residuals es va trencar produint una fissura de 50 metres, aquest vessament va alliberar un total de 6 hm³ de residus (4 hm³ d'aigües i uns 2 hm³ de llots).
L'aigua va recórrer un total de 50 km. Va començar desbordant les rieres pròximes que desembocaba en el riu Agrio, on va avançar ràpidament cap al riu Guadiamar que connecta directament amb el parc natural del “Coto de Doñana”. Les aigües contaminades es van intentar desviar cap al riu Guadalquivir on van acabar, ja poc contaminades, en l'oceà Atlàntic, en Sanlúcar de Barrameda, encara que una certa quantitat d'aigua va penetrar dins del Parc Nacional.
Aquest recorregut va afectar una superfície de 4.300 hectàrees aproximadament, de les quals unes 1.025 hectàrees van ser de vegetació forestal, incloent-hi la vegetació de les maresmes, també unes 2.656 hectàrees del Parc Nacional van ser afectades, que va ser un 4,2% de la superfície total i unes 98 hectàrees del propi del “Coto de Doñana”
L'aigua contaminada que es va despendre era estèril, o sigui que no podia sustentar vida, degut al seu pH = 5,5, un pH bastant àcid. Aquest pH es va produir perquè durant l'extracció de la pirita s'obté bisulfur de ferro que, en contacte amb l'oxigen de l'aire i de les aigües no contaminades, es va oxidar donant sulfats que a posteriori va formar hidròxids de ferro(III) insolubles, que van anar precipitant i acidificant el medi.
En el procés d'acidificació de les aigües, la primera fase comença amb l'oxidació de sulfur a sulfats quan entra en contacte amb l'oxigen,
2FeS2(s) + 7O2(aq) + 2H₂O(l) → 2Fe2+(aq) + 4SO₄2-(aq) + 4H+(aq)
Un cop s'ha format el sulfat es solubilitza en l'aigua deixant els ions lliures en la solució per la posterior oxidació del Fe (II) a Fe(III), 
4Fe2+(aq) + O2(aq) + 4H+(aq) → 4Fe3+(aq) + 2H₂O(l)
El Fe3+ format en la reacció en contacte amb l'aigua s'hidrolitza provocant la precipitació de l'hidròxid de ferro, alliberant protons a les aigües que dona el pH àcid,
Fe3+(aq) + 3H₂O(l) → Fe(OH)3(s)↓ + 3H+(aq)
Per tant, s'obté un balanç global de,
4FeS2(s) + 15O2(aq) + 14H₂O(l) → 4Fe(OH)3(s)↓ + 16H+(aq)+ 8SO₄2-(aq)
Aquesta oxidació del ferro és el que provoca que les aigües que són blaves pel Fe(II) donin un color vermellós del Fe(III). A més que el Fe(III) pot oxidar sulfurs d'altres metalls en solució produint els sulfats corresponents. Per poder veure les diferents condicions respecte al recorregut de les aigües contaminades es van analitzar el pH, potencial redox (Eh) i conductivitat elèctrica (CE).
Es pot observar que les aigües estancades Mina i Soberbina. (M i S) destaquen per la seva elevada acidesa i elevats valors de potencial d'oxidació i conductivitat elèctrica. Les partícules de sulfurs arrossegades amb les aigües s'oxiden fàcilment a sulfats solubles, pel que el contingut de sals s'incrementa notablement, augmentant la conductivitat elèctrica, a la vegada que el pH baixa dràsticament, degut als protons alliberats.
En canvi, les aigües que flueixen pel cabal Pilas-Aznalcazar i Quema (PA i Q) s'inverteixen aquest valors. El potencial redox no és prou elevat com per a oxidar els sulfurs a sulfats que són estables i, per tant, el pH es manté elevat.
En la part baixa de la conca, s'ha mostrejat l'aigua en la zona de les maresmes, en el Lucio del Cangrejo (LC). Aquestes aigües presenten un comportament diferent per la conductivitat elèctrica que ara s'emparella amb el pH en comptes d'emparellar-se amb el Eh. Això es deu a un canvi en el tipus de sals, ja que en aquesta zona comença a ser abundants les aigües de les maresmes, els clorurs.
L'aigua que es va despendre en el vessament a més contenia una elevada quantitat d'altres metalls, molts d'ells nocius. Per avaluar la contaminació es van seleccionar una sèrie de punts de mostra en un trajecte longitudinal de la conca, de dalt a baix: Mina (M), Soberbina (S), Doblas (D), Pilas-Aznalcazar (PA), Quema (Q), Puente de Don Simón (PDS), Pescante (P) y Los Pobres (LP).
Totes les mostres es van analitzar, mitjançant ICP-Masses de 25 elements pesants i elements associats. En la següent taula es poden observar el contingut mitjà dels metalls pesants i elements associats més abundants.
| mg dm-3 | Màxim | Mínim | Mitja | DE   | μg dm-3 | Màxim | Mínim | Mitja | DE   |
| ------- | ----- | ----- | ----- | ---- | ------- | ----- | ----- | ----- | ---- |
| Mn      | 11.56 | 10.93 | 11.21 | 0.32 | Sc      | 7.07  | 5.00  | 5.69  | 1.19 |
| Zn      | 74.81 | 71.38 | 72.77 | 1.81 | Se      | 4.86  | 2.94  | 3.92  | 0.96 |
| Pb      | 2.60  | 2.05  | 2.26  | 0.29 | As      | 4.30  | 1.74  | 2.79  | 1.34 |
| Co      | 1.48  | 1.11  | 1.29  | 0.19 | Sb      | 2.96  | 2.40  | 2.62  | 0.3  |
| Ni      | 1.01  | 0.97  | 1.00  | 0.02 | Be      | 1.87  | 1.23  | 1.53  | 0.32 |
| Cd      | 0.75  | 0.64  | 0.68  | 0.06 | U       | 1.83  | 1.49  | 1.63  | 0.18 |
| Cu      | 0.40  | 0.24  | 0.31  | 0.08 | V       | 0.49  | 0.28  | 0.36  | 0.11 |
| Y       | 0.16  | 0.10  | 0.13  | 0.03 | Th      | 0.37  | 0.27  | 0.31  | 0.05 |
| Tl      | 0.07  | 0.07  | 0.07  | 0.00 | Hg      | 0.19  | 0.15  | 0.17  | 0.02 |
| Ba      | 0.01  | 0.01  | 0.01  | 0.00 | In      | 0.06  | 0.03  | 0.04  | 0.01 |

Es pot destacar el Zn com el principal element contaminant. En quantitats més petites es troben el Pb, Co, Ni i Cd. I, l'escassa quantitat de metalls altament nocius com el As i Hg. En la taula inferior es compara la concentració mitjana dels metalls amb el VMP: valor màxim permès, on ens donarà una idea de quantes vegades excedeix la concentració respecte al VMP.
| mg dm-3 | Mitja | VMP    | Mitja/VMP | μg dm-3 | Mitja | VMP | Mitja/VMP |
| ------- | ----- | ------ | --------- | ------- | ----- | --- | --------- |
| Mn      | 11.21 | 0.1    | 112.1     | Sc      | 5.69  | -   | -         |
| Zn      | 72.77 | 0.18   | 404.3     | Se      | 3.92  | 10  | 0.39      |
| Pb      | 2.26  | 0.01   | 6.45      | As      | 2.79  | 50  | 0.056     |
| Co      | 1.29  | 0.2    | 6.45      | Sb      | 2.62  | 16  | 0.16      |
| Ni      | 1.00  | 0.025  | 40        | Be      | 1.53  | 10  | 0.15      |
| Cd      | 0.68  | 0.001  | 680       | U       | 1.63  | 20  | 0.082     |
| Cu      | 0.31  | 0.02   | 15.5      | V       | 0.36  | 100 | 0.0004    |
| Y       | 0.13  | -      | -         | Th      | 0.31  | -   | -         |
| Tl      | 0.07  | 0.0004 | 175       | Hg      | 0.17  | 0.2 | 0.85      |
| Ba      | 0.01  | 1      | 0.01      | In      | 0.04  | -   | -         |

Dades obtingudes de la norma de qualitat ambiental de les aigües per la preservació de flora i fauna de les aigües dolces càlides. Valors > 0 sobrepassa el límit, valors < 0 no sobrepassa. Observant la taula es confirma que els metalls que sobrepassen el límit són el: Mn, Zn, Pb, Co, Ni, Cd, Cu, Tl. En canvi altres més perillosos com el As, U, Hg es troben per sota del límit.
L'elevada concentració d'alguns metalls en canvi d'altres no tant en comparació amb la concentració dels llots és degut al pH àcid en el medi. Alguns metalls com el Cd, Co, Cu, Pb, Zn augmenten la solubilitat a mesura que disminueix el pH, altres com el Ni i Tl són bastant solubles sense tenir gaire importància l'efecte del pH, altres com el Se i el Mo disminueixen la solubilitat al disminuir el pH. Finalment l'arsènic a part de ser poc soluble, la seva concentració és més baixa degut a la condicions altament oxidants del medi formant AsO₄3- un òxid insoluble.

#### Aigües subterrànies[14][15]
Una altra qüestió són les aigües subterrànies, una certa quantitat d'aigua residual es va filtrar cap als aqüífers al·luvial del riu Guadiamar i del sector de l'aqüífer Almonte-Marismes, on es van detectar elevades concentracions de Zn, Mn, Fe, Cd, Cu i Pb, en juny de 1998.
En un mostreig posterior a principis de novembre de 1998, es va observar una disminució dels valors del metalls pesants que s'atribueix a la dilució de l'aigua en els pous pel flux d'aigua subterrània en l'aqüífer. Encara que en alguns punts de mostreig presentaven anomalies de Pb, As, Cd i Cu.
Per evitar la contínua emissió de metalls pesant dels llots es van posar unes barreres geoquímiques per generar condicions reductores per la precipitació metalls en forma de sulfurs.

### Llots

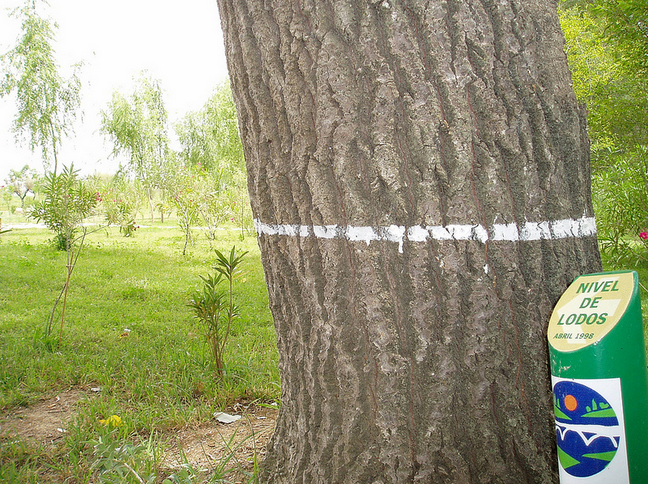
Nivell dels llots

Es van abocar aproximadament uns 2 hm³ de llots tòxics a les conques dels rius Agrio i Guadiamar. El fang de la riuada tòxica
es va estendre al llarg d'uns 40 km, aturant-se en les proximitats del Pont de Don Simón.
En primer lloc es van seleccionar 6 sectors al llarg de les conques afectades: Mina (M), davant de la zona de trencament de la bassa, Soberbina (S), Pont de la Doblas (D), Piles - Aznalcázar (PA), Quema (Q) i aigües avall del Pont de Don Simón (PDS), al final de la zona afectada pels llots.
De cada sector es van prendre mostres dels sòls afectats i no afectats per l'abocament a dos profunditats : 0-10 i 10-30 cm. Dels sòls afectats es van prendre mostres del llot dipositat sobre la seva superfície, el gruix variava des d'uns pocs mil·límetres fins a gairebé 10 cm. La presa de mostres es va dur a terme els dies 4 i 5 de maig de 1998, 10 dies després de l'accident.
En totes les mostres es va procedir a l'anàlisi de 24 elements mitjançant ICP - MS en un aparell Elan 5000A de Perkin Elmer. La resta de les determinacions es van dur a terme d'acord amb ISSS - ISRIC - FAO (1994).

Pel que fa als llots dipositats sobre els sòls, les seves textures estan clarament dominades per llim i tendeixen a fer-se més fines conforme el dipòsit s'allunya de l'àrea font, variant de franc llimosa a la part alta de la conca (M i S) a llimosa en el sector intermedi (D, PA i Q) i argila llimosa al
final del dipòsit (PDS).
El pH, amb valors menors de 7 en tots els casos, sembla estar relacionat amb la textura i tendeix a disminuir en augmentar el llim (5,6 a la part alta de la conca, 4,0-4,8 en el sector intermedi i 6,9 al final del dipòsit).
El contingut en sofre del fang és molt elevat (28-38%), ja que correspon a la seva naturalesa fonamental de pirita, excepte al final del dipòsit (PDS) on sembla haver-se barrejat amb les fraccions fines del sòl, amb el resultat d'una disminució brusca del contingut en S (5,5%) i un increment dels continguts en argila edàfica i matèria orgànica.
Taula 1. Característiques dels sòls contaminats a la profunditat de 0-10, 10-30 cm y dels llots(L) dipositats sobre ells.
| Mostres   | pH  | CaCO3(%) | C.O(%) | Fed(%) | S(%)  | Grava(%) | Sorra(%) | Llim(%) | Argila(%) | CIC(cmol kg -1) |
| --------- | --- | -------- | ------ | ------ | ----- | -------- | -------- | ------- | --------- | --------------- |
| M-L       | 5,0 | 0,0      | 0,50   | -      | 28,60 | 0,0      | 9,6      | 72,9    | 17,5      | 2,4             |
| M 0-10    | 7,6 | 2,9      | 0,50   | 1,29   | 0,15  | 12,3     | 39,6     | 22,0    | 26,1      | 16,5            |
| M 10-30   | 7,9 | 2,5      | 0,43   | 1,15   | 0,02  | 9,6      | 51,3     | 16,6    | 22,5      | 15,3            |
| S-L       | 4,4 | 0,0      | 0,30   | -      | 38,30 | 0,0      | 9,6      | 75,9    | 14,5      | 2,4             |
| S 0-10    | 7,3 | 0,3      | 0,80   | 0,89   | 0,06  | 0,8      | 68,0     | 18,5    | 12,7      | 9,4             |
| S 10-30   | 7,4 | 0,0      | 0,65   | 1,00   | 0,02  | 1,2      | 71,2     | 16,6    | 11,0      | 8,2             |
| D-L       | 4,9 | 0,0      | 0,21   | -      | 37,70 | 0,0      | 2,0      | 89,0    | 9,0       | 1,2             |
| D 0-10    | 7,6 | 18,6     | 0,93   | 0,96   | 0,51  | 29,7     | 22,5     | 21,4    | 26,4      | 12,9            |
| D 10-30   | 7,4 | 19,6     | 0,61   | 1,12   | 1,34  | 42,8     | 16,1     | 22,2    | 18,9      | 12,9            |
| PA-L      | 4,8 | 0,0      | 0,23   | -      | 35,00 | 0,0      | 0,6      | 83,0    | 16,4      | 4,7             |
| PA 0-10   | 7,7 | 14,8     | 1,65   | 0,81   | 0,09  | 0,0      | 1,9      | 52,5    | 45,6      | 25,9            |
| PA 10-30  | 7,8 | 14,6     | 1,34   | 0,92   | 0,02  | 0,0      | 1,7      | 54,8    | 43,5      | 30,6            |
| Q-L       | 4,3 | 0,0      | 0,22   | -      | 38,00 | 0,0      | 5,2      | 81,9    | 12,9      | 4,7             |
| Q 0-10    | 7,9 | 9,4      | 1,36   | 1,15   | 0,18  | 0,0      | 21,9     | 37,7    | 40,4      | 18,8            |
| Q 10-30   | 8,1 | 7,0      | 0,92   | 1,44   | 0,02  | 0,0      | 19,4     | 45,1    | 35,5      | 20,0            |
| PDS-L     | 6,9 | 0,0      | 2,17   | -      | 5,50  | 0,0      | 6,9      | 42,2    | 50,9      | 21,2            |
| PDS 0-10  | 8   | 13,8     | 1,16   | 1,10   | 0,05  | 0,0      | 15,9     | 35,0    | 49,1      | 25,9            |
| PDS 10-30 | 8   | 14,6     | 1,33   | 1,13   | 0,03  | 0,0      | 14,7     | 37,5    | 47,8      | 24,8            |

C.O: Carboni orgànic
Fed: Ferro extret amb citrat-ditionit
S: Sofre
CIC: Capacitat d'intercanvi de cations
Si comparem la composició d'elements existents en l'aigua en relació als fangs, s'obtenen resultats variables en funció de l'element. Els més solubles són Zn i Cd, les seves concentracions a les aigües representen entre l'1,0 i el 2,3% dels seus continguts respectius en el fang. Per contra, els més insolubles són l'As, Cu i Pb, que les concentracions a les aigües no superen el 0,03% dels seus percentatges al fang.
No obstant, aquests materials podrien superar aquest nivells d'intervenció en un futur, ja que s'espera que es produeixi l'oxidació dels llots i part dels metalls continguts en ells, passin a l'estat soluble i siguin arrossegats a l'interior del sòl.
Aquest procés d'oxidació es pot veure en els resultats de les mostres preses el 4 de maig. Les concentracions de SO₄2-, Cd2+ i Pb2+ solubles dels fangs en aquesta data, obtingudes mitjançant extracte de saturació, s'incrementen logarítmicament en disminuir el contingut en humitat del fang, mentre que en el cas del Zn no hi ha una relació entre ambdós paràmetres, mantenint la seva concentració entre 18 i 25 mg kg-1. Aquests resultats impliquen que, d'acord s'assequi el fang, es produirà un procés d'oxidació dels sulfurs a sulfats, segons un procés biogeoquímic complex, amb la consegüent acidificació i solubilització d'elements tòxics que, fins a aquest moment, es trobaven insolubles.

Atès que entre el 25 d'abril, data de l'abocament, i el 4 de maig, data de la recollida de mostres, no es van registrar precipitacions a la zona, aquests elements solubilitzats van romandre en el fang i no van passar a terra, no obstant això, amb les primeres pluges previsiblement van ser arrossegats a l'interior del sòl incrementant el seu nivell de contaminació. Aquest procés i la rapidesa del mateix (en tot just deu dies s'ha multiplicat per 10 el contingut en Pb i Cd soluble dels fangs), és el que va justificar en el seu moment la urgència en la retirada d'aquests.

Els valors mitjans dels principals metalls pesants dels fangs es resumeixen en la següent taula (2). Les concentracions són molt més elevades que les corresponents a les aigües. Els elements predominants són Pb, Zn, As, Cu, Mn, Sb i Ba. En quantitats no tan importants es troben Tl, Cr, Co, Cd i Ni. Menors proporcions les presenten Mo, Hg i Sn.
Taula 2. Composició elemental dels llots.
| mg kg-1 | màxim  | mínim  | mitjana | DE     | mg kg-1 | màxim  | mínim  | mitjana | DE    |
| ------- | ------ | ------ | ------- | ------ | ------- | ------ | ------ | ------- | ----- |
| Mn      | 1097,5 | 667,3  | 787,7   | 144,3  | Cd      | 36,8   | 22,9   | 29,4    | 5,3   |
| Zn      | 8063,4 | 6246,6 | 7187,0  | 613,4  | Ni      | 31,4   | 15,8   | 20,3    | 5,1   |
| Pb      | 9635,9 | 4352,9 | 7996,1  | 2364,1 | Cu      | 2175,8 | 1615,2 | 1993,2  | 195,4 |
| As      | 4122,6 | 1473,0 | 3113,5  | 1066,4 | Sb      | 957,9  | 394,1  | 699,8   | 214,6 |
| Ba      | 804,1  | 353,7  | 639,9   | 152,7  | V       | 78,8   | 34,8   | 43,8    | 15,6  |
| Tl      | 66,8   | 33,1   | 54,2    | 12,6   | Cr      | 78,6   | 34,5   | 61,0    | 14,6  |
| Co      | 54,0   | 32,6   | 47,3    | 7,9    | Bi      | 86,6   | 37,9   | 68,6    | 20,7  |
| Sn      | 24,0   | 6,0    | 10,1    | 6,5    | Y       | 14,4   | 5,2    | 7,6     | 3,2   |
| Be      | 1,7    | 0,4    | 0,8     | 0,4    | U       | 2,4    | 1,5    | 2,0     | 0,3   |
| Th      | 6,9    | 3,3    | 5,0     | 1,4    | Sc      | 7,1    | 0,0    | 4,0     | 2,7   |
| Hg      | 4,9    | 2,4    | 3,3     | 0,9    | Mo      | 8,6    | 3,2    | 6,8     | 2,2   |
| In      | 3,0    | 1,5    | 2,4     | 0,6    | Se      | 5,3    | 0,0    | 3,1     | 2,4   |

DE: Desviació estàndard
Si comparem la composició d'elements existents en l'aigua en relació als fangs, s'obtenen resultats variables en funció de l'element. Els més solubles són Zn i Cd, les seves concentracions a les aigües representen entre l'1,0 i el 2,3% dels seus continguts respectius en el fang. Per contra, els més insolubles són l'As, Cu i Pb, que les concentracions a les aigües no superen el 0,03% dels seus percentatges al fang.
Comparant aquestes concentracions amb els nivells màxims permesos per poder utilitzar fangs en agricultura (segons la legislació espanyola, BOE 1/10/90) només es superen els llindars per al Pb, Zn i Cu.
Si comparem la composició elemental de l'aigua en relació als llots, s'obtenen resultats variables en funció de l'element. Els més solubles són Zn i Cd, les concentracions en les aigües oscil·len sobre l'1% de les seves concentracions respectives en el fang. Per contra, els més insolubles són l'As, Cu i Pb, les concentracions en les aigües no superen el 0,03% de les seves concentracions en el fang.

Pel que fa als valors de pH i Eh dels fangs abocaments (taula 3), destaca la seva acidesa i, en general, mostren un comportament similar al de les aigües: a baixos valors de pH li corresponen alts d'Eh i viceversa. Els sulfurs s'oxiden a sulfats (baixa el pH) i augmenta la solubilitat de les sals.
Taula 3. Algunes caracteríctiques dels llots 
| Localitat | pH  | Eh  | Ae  | LG   | LF   | Ai   |
| --------- | --- | --- | --- | ---- | ---- | ---- |
| Mina      | 5,6 | 265 | 9,7 | 41,2 | 31,6 | 17,5 |
| Soberbina | 5,6 | 240 | 9,6 | 17,2 | 58,7 | 14,5 |
| Doblas    | 4,0 | 323 | 1,6 | 13,0 | 70,4 | 15,0 |
| Pilas-Azn | 4,8 | 306 | 0,6 | 9,5  | 73,5 | 16,4 |
| Quema     | 4,8 | 322 | 5,0 | 10,6 | 71,4 | 13,0 |
| Pescante  | 5,1 | -   | 1,8 | 9,8  | 71,7 | 16,7 |

Eh: Potencial d'oxidació reducció en mV
Ae: % de sorra
LG: % de llim gruixut
LF: % de llim fi
Ai: % d'argila
Presenten una granulometria bastant homométrica, amb uns continguts de llims que arriben al 83% (corresponent al llim fi fins a un 73%), molt porosos i amb una elevadíssima capacitat de retenció d'aigua. La seva textura tendeix a fer-se més fina acord el dipòsit s'allunya de l'àrea font.

## Solucions al desastre

### Mesures inicials
L'impacte d'aquest vessament va ser molt important tant ecològicament com socioeconòmicament, a més del gran ressò que va tenir internacionalment. Això va provocar que l'administració pública es coordinés amb els científics i tècnics del país per tal de resoldre (o, inicialment, contenir) el problema.

Primerament es va posar en marxa un Pla de Mesures Urgents, amb l'objectiu d'evitar els riscos per la salut de la població i per minimitzar els impactes immediats (ambientals i socioeconòmics) provocats pel vessament. Aquest pla va ser definit per una Comissió de Coordinació, formada per la Junta d'Andalusia i l'administració de l'estat i assessorada per un Comitè d'Experts, constituït inicialment per representants del CSIC (Consell Superior d'Investigacions Científiques) i liderat per l'Estació Biològica de Doñana (EBD), amb la col·laboració d'altres entitats científiques i tècniques i algunes universitats.

Es van dividir en diferents grups de treball, amb tasques concretes, dirigits per un representant de l'administració i que actuaven segons les recomanacions del Comitè d'Experts.

Un cop ja s'havia organitzat el dispositiu d'emergència, s'havia de controlar que el vessament no continués avançant i s'havia d'evitar que es produïssin nous vessaments. 

A l'alçada de la Vuelta de la Arena a Entremuros es va construir un mur de contenció per tal que el vessament quedés retingut allà, però el 26 d'abril el va superar i es va haver de construir un altre mur proper al límit nord del Parc Nacional de Doñana. A petició del CSIC, aquest últim va ser segellat per evitar que la contaminació es dispersés. Un mur de contenció construït a la zona del lucio del Cangrejo va ser el que va aconseguir aturar l'avanç de les aigües tòxiques. 

Es va aturar l'activitat minera i es va procedir al tancament de l'esquerda, per evitar l'allau que podia provocar el vessament dels 20 milions de m³ que encara quedaven.

La riada va ser controlada dos dies després de l'accident i es va poder acotar la zona d'influència del vessament. Gràcies a aquest fet, es va evitar l'entrada al Parc Nacional de Doñana i a l'estuari del Guadalquivir, cosa que hagués causat una catàstrofe encara pitjor.

Per tal de garantir la salut pública, es va prohibir l'activitat agrícola, ramadera i pesquera a la zona; a més de retirar totes les collites i els cultius d'aquells terrenys afectats per eliminar-los posteriorment. Un dels aspectes claus perquè no augmentés la situació d'alarma social que es va desencadenar inicialment va ser la gran difusió que va tenir el desastre pels mitjans de comunicació, a més dels comunicats del mateix govern i entitats competents.

Una sèrie de dispositius van ser creats per controlar diferents aspectes a tenir en compte:

- Sistema de vigilància i control ambiental del medi físic i dels éssers vius de la zona (Guadiamar, estuari del Guadalquivir i voltants), amb l'objectiu de caracteritzar i valorar els efectes del vessament.
- Sistema de vigilància i control sanitari (anàlisi epidemiològic, anàlisi d'aigua de consum, anàlisi d'aliments,etc.), per garantir la salut de les persones.
- Sistema de vigilància i riscos laborals per mantenir l'ordre i la seguretat civil.

### Neteja de la zona
La perillositat a la zona era deguda als 6 milions de m³ de residus tòxics que van ser alliberats: 2 milions de m³ eren els mateixos llots i els altres 4 eren aigües àcides embassades a Entremuros, ambdós amb un contingut alt en metalls pesants. 

La ràpida planificació i execució dels treballs de neteja, juntament amb una bona coordinació administració-experts, va fer que l'actuació davant d'accidents miners (i/o altres) fos un referent pel futur. 

Algunes fonts citen que l'actuació total sobre el desastre (neteja i restauració) va suposar un cost d'aproximadament 200 milions d'euros. 

#### Primera retirada dels llots
El Comitè Científic va avisar del perill que suposava pel medi ambient i la salut que els llots estiguessin en contacte amb el sòl, de forma que es va decidir la seva retirada. A més, donat que a l'octubre començava el període de pluges i això podria provocar la dispersió dels contaminants, es va recalcar la necessitat que la neteja dels llots fos ràpida. L'organització es va fer tenint en compte el risc per la salut, la perillositat per la flora i la fauna de la zona, la possible contaminació de les aigües subterrànies, etc. 

Abans de començar la retirada dels llots, es van construir una sèrie de 77 murs de contenció al voltant de la zona afectada, com a mesura de prevenció per les possibles pluges previstes per l'octubre. Per tal que els experts poguessin investigar els efectes de la contaminació inicial (primària) es van seleccionar unes quantes parcel·les que es deixarien sense netejar (conegudes com parcel·les testimoni).

Es va dividir la zona afectada en tres parts i aquestes estaven associades a:

- Tram nord: a l'empresa Boliden AB Apirsa,S.L.
- Tram sud: a la Confederació Hidrogràfica del Guadalquivir, que al seu torn va dividir-lo en:

1. La llera i la ribera del riu a TRAGSA (empresa pública de Transformació Agrària)
2. Terres agrícoles a la Conselleria d'Agricultura

- Tram d'Entremuros: a la Junta d'Andalusia (a través de les seves dues empreses públiques DAP (Desenvolupament Agrari i de la Pesca) i EGMASA (Gestió de Medi Ambient)).

El 3 de maig es va procedir a la retirada dels llots de forma manual i amb maquinària especialitzada pel terreny, amb l'objectiu de reduir la possible pèrdua de sòl i de minimitzar l'impacte sobre aquelles zones amb més interès ecològic. Aquests llots retirats van ser emmagatzemats a l'antiga corta d'Aznalcóllar de manera provisional (ja que estava abandonada); tot i que finalment es va decidir que es quedarien allà definitivament. El procés de la primera retirada de llots es va completar el 30 de novembre. 

La inversió econòmica d'aquesta fase va suposar més de 43 milions d'euros.

##### Tractament de les aigües
A Entremuros va quedar estancada una gran quantitat d'aigua tòxica procedent del vessament (aproximadament 2 milions de m3), que contenia una gran quantitat de metalls pensants. La primera proposta de les administracions va ser la de vessar-la directament sobre l'estuari del Guadalquivir, però va ser refusada pel comitè d'experts, ja que la contaminació seria nefasta per l'estuari. 

Es va decidir que es depuraria l'aigua abans de fer la descàrrega al riu. La depuració es va iniciar el 9 de juliol. Per fer-ho es varen tractar les aigües amb hidròxid de sodi: per augmentar el seu pH (el dia abans del vessament el pH era de 7.8, mentre que en els primers moments del vessament era de pH inferior a 4 i així també provocar la precipitació d'alguns metalls pesants (que després de ser assecats en basses d'emmagatzematge varen ser retirats), com per exemple Cd(OH)₂ i HgO, entre d'altres.

Posteriorment es va tornar a depurar l'aigua amb dues depuradores que es van construir i instal·lar al final d'Entremuros, i es va acabar el 29 de setembre.

##### Segona retirada dels llots
Un cop es va acabar la primera fase de neteja dels llots, es va fer una anàlisi que va determinar que encara hi havia bastant contaminació residual i la Conselleria de Medi Ambient va dictaminar la necessitat de fer una segona neteja del tram nord (assignat inicialment a l'empresa Boliden Apirsa,S.L.). L'empresa havia retirat tots els llots amb maquinària pesant (tot i que els experts no ho havien recomanat) i això va causar un perjudici afegit sobre el sòl i la vegetació de la zona. Es va tornar a repetir el procediment de la primera retirada de llots.

També es va haver d'eliminar la capa més superficial del sòl i la vegetació de la zona d'Entremuros, ja que l'emmagatzematge de les aigües tòxiques durant 2 mesos va provocar la contaminació amb metalls pesants d'aquests.

Aquesta segona fase va suposar una despesa econòmica de 15 milions d'euros aproximadament. 

|                           | Inici               | Final               |
| ------------------------- | ------------------- | ------------------- |
| Accident                  | 25 abril de 1998    | -----               |
| Primera neteja dels llots | 3 maig de 1998      | 30 novembre de 1998 |
| Depuració aigua           | 9 juliol de 1998    | 29 setembre de 1998 |
| Segona neteja dels llots  | (últims mesos 1998) | (any 2000)          |

### Restauració
La restauració tenia principalment dos objectius:

- Evitar la dispersió i solucionar la contaminació a llarg termini.
- Recuperació d'espècies i ecosistemes de la conca en conjunt.

Es van crear dos plans de restauració a llarg termini per recuperar la zona, aconsellats pels científics de diferents institucions, des del CSIC fins a les universitats: Doñana 2005 i el Corredor Verd del Guadiamar.

#### El Corredor Verd del Guadiamar
Després de la descontaminació de la conca del riu Guadiamar, es va crear el projecte del Corredor Verd del Guadiamar (a finals de 1998) amb l'objectiu de reconnectar els ecosistemes de Sierra Morena occidental i del litoral de Doñana, de forma que es garantís el flux d'espècies i de processos naturals. El pla d'acció s'establí mitjançant procediments de restauració adaptativa en la qual s'intentava intervenir el menys possible, eliminant els factors que no permetien la recuperació inherent dels sistemes naturals. 

El finançament del projecte va provenir de l'administració de l'Estat i de la Junta d'Andalusia i la inversió va ascendir a més de 66 milions d'euros per l'adquisició i expropiació de les terres (afectades pel vessament) i més de 22 milions per les mesures de restauració. 

El PICOVER (Programa d'Investigació del Corredor Verd del Guadiamar) va ser el programa multidisciplinari encarregat de conèixer els efectes sobre el medi causats pel vessament tòxic d'Aznalcóllar, per poder buscar solucions. 

El PICOVER es va organitzar en 4 línies d'investigació:
1. Seguiment, vigilància, control i solució de la contaminació generada pel vessament.
2. Disseny del Corredor Verd del Guadiamar.
3. Restauració ecològica dels ecosistemes del riu Guadiamar i els seus voltants.
4. Integració dels sistemes naturals i humans a la conca del Guadiamar.

Aquest programa es va dur a terme en dues etapes:

1ª. PICOVER (1999-2003). Inversió de 4.8 milions d'euros.

2ª. SECOVER (2003-2006). Inversió d'1 milió d'euros.

La restauració de la zona es pot dividir en 3 parts: la restauració de la funció ecològica, la restauració de la funció geomorfològica i la integració del medi social.

##### Restauració de la funció ecològica
Amb l'objectiu de reduir la contaminació es van fer diferents tractaments al sòl: es van afegir esmenes calcàries esmena calcària (control d'acidesa, eliminació d'Al3+, disminució de la solubilitat d'alumini, ferro i manganès) amb escumes de remolatxa sucrera per corregir l'acidesa i immobilitzar els metalls pesants, es van afegir esmenes inorgàniques amb òxid de ferro per estabilitzar l'arsènic i es va dur a terme un procés de fitoremediació i bioextracció (capacitat de certes plantes de bioacumular, degradar o fer inofensius contaminants dels sòls, aigua o aire). 

Per recuperar la vegetació de la zona es van dur a terme una sèrie de mesures com l'addició d'esmenes orgàniques amb escumes de remolatxa sucrera per augmentar la fertilitat dels sòls, la revegetació i l'eliminació de plantes que van ser introduïdes de forma artificial a l'ecosistema (per potenciar la coberta vegetal natural).

Com que moltes espècies d'animals es van veure afectats pel vessament, com ara les cigonyes o les llúdries, es van construir refugis artificials per poder instal·lar la fauna autòctona i facilitar la recolonització.

###### Restauració de la funció geomorfològica
Aquesta part es va tractar al projecte Doñana 2005. Veure apartat 2.3.2

###### Integració del medi social
Després de la rehabilitació de la zona, es van potenciar els equipaments i infraestructures d'ús públic per tal que la gent pogués gaudir del patrimoni natural i cultural de la zona. A més, es va promocionar un gran nombre de programes de voluntariat ambiental i de programes d'educació, per tal de crear una consciència ciutadana respecte al desastre d'Aznalcóllar i la regeneració de la zona (amb l'objectiu de, en un futur, no repetir els mateixos errors).

##### Projecte Doñana 2005
Va ser un projecte promogut pel Ministeri de Medi Ambient i que tenia com a fi la regeneració de totes les conques i lleres fluvials que vessaven aigua als aiguamolls de Doñana. S'encarregava de la restauració hidrològica (eliminació dels factors que impedien el funcionament natural del sistema fluvial) i geomorfològica (reconstrucció i remodelització dels canyons, vetes, lleres,etc. del riu Guadiamar). Fins aleshores, aquestes vies fluvials estaven canalitzades directament cap al riu Guadalquivir. 

	La responsable de la investigació va ser l'Estació Biològica de Doñana i l'executora de les obres va ser la Confederació Hidrogràfica del Guadalquivir. El pressupost va ser d'aproximadament 90 milions d'euros.

## Conseqüències legals
El 2002 es va tancar la via penal, en què els 21 tècnics varen ser absolts. En conseqüència, la Junta d'Andalusia va demandar Boliden per recuperar els 89 milions invertits en la neteja dels residus, però, el jutjat de primera instància nº11 de Sevilla es va declarar incompetent, decisió ratificada el 2003 per l'Audiència de Sevilla i en 2007 pel Tribunal Superior de Justícia de Andalusia. La Junta presentà un recurs al Tribunal Suprem i, el 2012, va ordenar que el cas tornés al mateix jutjat sevillà de primera instància que es va inhibir una dècada abans. En 2013, aquest mateix jutjat va iniciar el procés per decidir qui haurà de pagar la neteja dels llots tòxics. No obstant, en la seva última memòria anual, la companyia sueca indica que els seus advocats a Espanya no preveuen cap dany econòmic i, per tant, no han fet cap provisió 
econòmica.
La lentitud de la justícia en aquest cas i les múltiples estratègies legals emprades per Boliden auguren que la resolució final es pot allargar fins 2020, ja que és previsible que el cas torni a l'alt tribunal. Un cas flagrant d'evasió legal fou, mentre la Junta iniciava la petició dels diners 
de la neteja, l'acomiadament col·lectiu que l'empresa va presenta per prejubilar 275 ex-treballadors que va costar 58,6 milions. Dos terceres parts d'aquest pagament ho va abonar la mateixa Junta gràcies al fons de l'acomiadament massiu.
Paral·lelament al procés judicial en la seva contra, Boliden va demandar les empreses que van construir i ampliar la presa d'Aznalcóllar, a les que ha reclamat 248 milions d'euros. Amb aquests diners, Boliden pretenia fer front a les reclamacions de l'administració i dels seus creditors. Però, el jutjat de Madrid on es portar el cas va eximir de culpa les constructores.

## Futur de la mina d'Aznalcóllar
Tot i el procés legal que encara s'està duent a terme, José Manuel Maldonado, conseller d'economia, innovació, ciència i treball de la Junta d'Andalusia, va anunciar a una roda de premsa que a la primavera de 2015 l'activitat d'extracció de la mina podria tornar a iniciarse. María José Asensio, la directora general de mines, estima que la inversió requerida no pot ser menor a 300 milions d'euros. Aquesta inversió és comparable a les altres dues explotacions en funcionament a Andalusia: Cobre Las Cruces (CLC) i Minas de Agua Teñidas (MATSA) i donarà entre 300 i 450 llocs de treball en períodes ordinaris d'extracció.
El Govern andalús però, extrema els requisits medi ambientals i exigeix que un organisme col·laborador de l'administració supervisi els treballs. Aquest cop, es prohibeix l'emmagatzemament de llots. A més, l'empresa que exploti la mina haurà d'acabar de segellar les restes de l'abocament tòxic.
El motiu de la reobertura es que encara romanen, en xifres facilitades per Maldonado, unes reserves de 35-38 milions de tones de coure, plom i zinc constatades i 45 milions més no assegurades.
Per altra banda, es prohibeix la participació en el concurs a empreses filials o col·laboradores amb Boliden i aquelles que mantinguin deutes amb l'administració.

NOTA: A la data del 14 de març de 2014 el procés de reapertura es troba paralitzat degut a discrepàncies entre el govern de Mariano Rajoy i el govern d'Andalusia liderat per Susana Díaz.